# Marco Kutscher

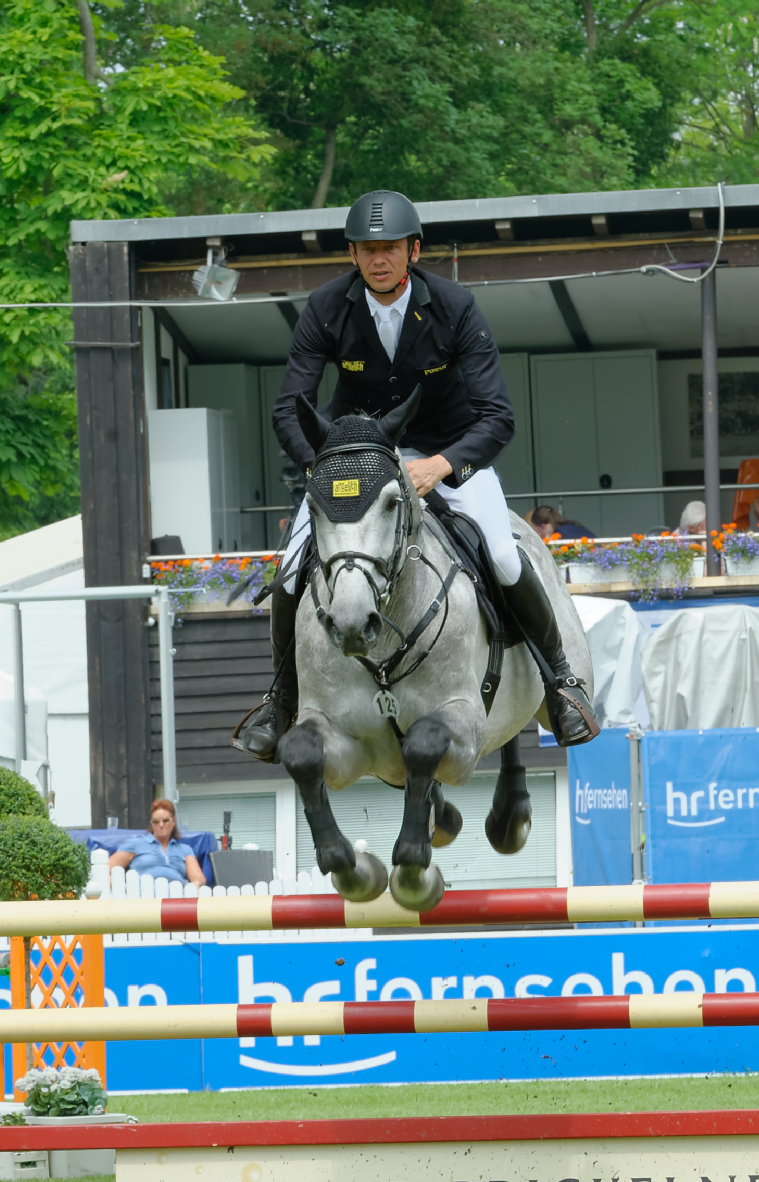
Marco Kutscher auf Quadros 3 beim CSIYH* in Wiesbaden 2015

Marco Kutscher (* 2. Mai 1975 in Norden, Niedersachsen) ist ein deutscher Springreiter. Seine herausragenden Einzelerfolge waren eine olympische Bronzemedaille 2004 und der Europameistertitel 2005.

## Werdegang
Entdeckt wurde Kutscher vom mehrfachen Olympiasieger Ludger Beerbaum, der ihn seit 1999 in seinem Stall als Einreiter für junge Pferde einsetzt. 2003 konnte Kutscher als ersten großen Erfolg die deutsche Meisterschaft in Gera gewinnen.
Bei den Olympischen Spielen 2004 in Athen gewann er mit seinem Pferd Montender die Bronzemedaille im Einzel. Allerdings war der Ostfriese erst nachträglich auf das Treppchen gerückt, nachdem der ursprüngliche Sieger Cian O’Connor seine Goldmedaille wegen Disqualifikation an Rodrigo Pessoa abgeben musste. Eine ähnliche Situation hatte sich beim Mannschaftswettbewerb ergeben: Ursprünglich gewann Marco Kutscher zusammen mit seinen deutschen Kollegen in Athen Mannschafts-Gold – das dritte für eine Deutsche Equipe in Folge und das neunte insgesamt, musste die Goldmedaille aber durch die Disqualifikation von Ludger Beerbaum nachträglich an die Mannschaft der US-Amerikaner abgeben. Die Deutschen wurden auf den dritten Platz gesetzt.
Dennoch erhielt er mit seiner Mannschaft am 16. März 2005 das Silberne Lorbeerblatt.
2005 siegte Marco Kutscher bei den Europameisterschaften in San Patrignano (Italien) sowohl mit der Mannschaft als auch im Einzel.
Beim Weltcupfinale 2011 lag Kutscher bis einschließlich des ersten Umlaufs der dritten Wertungsprüfung mit Cash in Führung, fiel am Ende jedoch auf Rang vier zurück.
Marco Kutscher schloss im April 2011 seine Prüfung zum Pferdewirtschaftsmeister erfolgreich ab. Er wohnte und trainierte bis zum Sommer 2014 in Riesenbeck, wo er im Stall von Ludger Beerbaum tätig war. Seitdem betreibt er zusammen mit Eva Bitter einen Turnierstall in Bad Essen.

### Olympische Spiele 2008
Marco Kutscher nahm mit Cornet Obolensky als Teil der deutschen Springreitermannschaft an den Olympischen Sommerspielen 2008 teil. Nach dem ersten Umlauf des Mannschaftswettbewerbes, den Kutscher mit 13 Strafpunkten abschloss, hatte eine Pflegerin dem Pferd von Marco Kutscher eine Spritze mit Arnika und Lactanase verabreicht. Cornet Obolensky erlitt anschließend einen kurzzeitigen Schwächeanfall, wurde jedoch am Folgetag im zweiten Umlauf des Nationenpreises eingesetzt, obwohl die verabreichten Mittel nicht beim zuständigen Turniertierarzt angemeldet waren. Dieser Vorfall wurde ausschließlich durch Medienberichte und Zeugenaussagen erst nach den Olympischen Spielen öffentlich, eine Dopingprobe wurde während des Wettbewerbs nicht entnommen. Mit Urteil vom 15. Juni 2010 entschied die FEI, Kutscher nachträglich aufgrund dieser unerlaubten Medikation zu disqualifizieren und darüber hinaus, zu einer fünfstelligen Geldstrafe zu verurteilen. Aufgrund der langen Verfahrensdauer verzichtete das FEI-Tribunal jedoch auf eine zusätzliche Sperre von Marco Kutscher.
Da mit Christian Ahlmann bereits ein Mitglied der deutschen Springreiter-Olympiamannschaft disqualifiziert worden war (dieser jedoch aufgrund von Dopings), verbleiben nur noch zwei zu wertende Ergebnisse von deutschen Springreitern, so dass die deutsche Springreitermannschaft in der Mannschaftswertung der Olympischen Spiele 2008 ohne Ergebnis ist (es wären zumindest die Ergebnisse von drei Mannschaftsreitern erforderlich).

### Nach den Olympischen Spielen 2008
Nach einer hoch erfolgreichen Saison 2010 (unter anderem Zweiter in der Global-Champions-Tour-Gesamtwertung) wurde Kutscher mit Cash für die Weltreiterspiele 2010 nominiert. Aufgrund einer Verletzung von Cash kurz vor Abflug zu den Wettbewerben musste er jedoch auf die Teilnahme verzichten, Reservereiterin Janne Friederike Meyer rückte für ihn in die Mannschaft nach.
Als ersten Reiter erhielt Marco Kutscher einen Bonus von 250.000 Euro beim 2015 geschaffenen Longines Masters Grand Slam Indoor of Show Jumping. Diesen erhielt er für den Sieg in zwei von drei Großen Preisen des Grand Slams, in Los Angeles (Oktober 2015) und in Hongkong (Februar 2016).
Im Februar 2016 befand er sich in der Springreiter-Weltrangliste der FEI auf Rang 18.

## Privates
Marco Kutscher wohnt in Bad Essen. Aus vorhergehender Beziehung hat er zwei Töchter.

## Erfolgreiche Turnierpferde

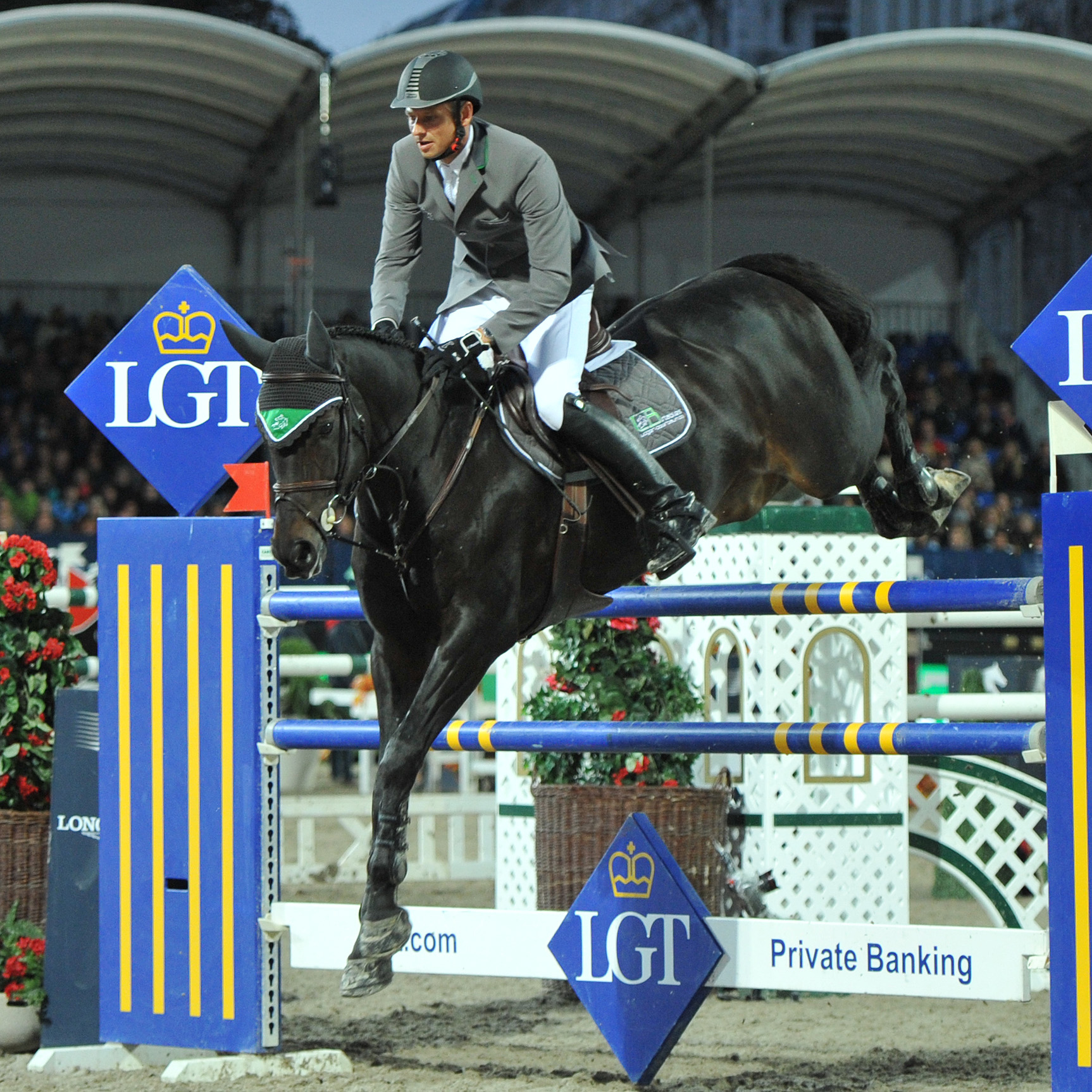
Marco Kutscher mit Cornet's Cristallo bei den Vienna Masters 2013

### Aktuelle
- Aventador S (* 2013), Oldenburger Springpferd Fuchshengst, Vater: Armitage, Muttervater: Charming Boy 38
- Karajan (* 2014), brauner Hannoveraner Hengst, Vater: Kannan, Muttervater: Verdi
- Origi Van De Maltahoeve (* 2014), BWP-Fuchswallach, Vater: Marius Claudius, Muttervater: Darco
- Outrageous Charmer (* 2017), BWP-Rapphengst, Vater: Presley Boy, Muttervater: Cumano
- Pepper Vincent (* 2015), Oldenburger Springpferd dunkelbrauner Hengst, Vater: Vivant, Muttervater: Chacco-Blue

### Ehemalige
- Cornet's Cristallo (* 2003), Westfale brauner Wallach, Vater: Cornet Obolensky, Muttervater: Pilot; zuletzt 2017 im internationalen Sport eingesetzt[9]
- Liberty Son (* 2003), Bayer brauner Wallach, Vater: Clooney, Muttervater: Lord Z; bis zum Sommer 2013 unter anderem von Oliver Lemmer geritten, 2016 von Philipp Weishaupt, ab 2017 von Caitlin Creel geritten[10]
- Spartacus TN (* 2003; † 2016), brauner Hannoveraner Hengst, Vater: Stakkato, Muttervater: Grannuns, 2014 von Hanno Ellermann geritten, ab 2015 von Henk van de Pol geritten
- Allerdings (* 2000), Westfale Fuchswallach, Vater: Arpeggio, Muttervater: Diamantino, bis 2009 von Debby Winkler geritten, ab November 2011 von Henrik von Eckermann geritten, Anfang 2013 nach Dänemark verkauft[11][12]
- Cornet Obolensky (* 1999), BWP-Schimmelhengst, Vater: Clinton, Muttervater: Heartbreaker; ab Herbst 2012 ausschließlich als Zuchthengst tätig[13][14]
- Cash (* 1996), brauner Holsteiner Wallach, Vater: Carthago, Muttervater: Lavall II, zuletzt 2014 im internationalen Sport eingesetzt; Besitzerin: Madeleine Winter-Schulze[15]
- Montender (* 1994; † 2018), dunkelbrauner KWPN-Hengst, Vater: Contender, Muttervater: Burggraaf, beim CHIO Aachen 2010 aus dem Sport verabschiedet[16][17][18]
- Controe (* 1992), brauner Holsteiner Hengst, Vater: Contender, Muttervater: Aloube Z, zuletzt 2007 im Sport eingesetzt[19]
- Charco (* 2009), Westfale brauner Hengst, Vater: Chin Quin, Muttervater: Darco[20], seit Juli 2024 von Marlene Becker geritten
- Van Gogh (* 2002), ursprünglicher Name: Vinnie, brauner KWPN-Hengst, Vater: Numero Uno, Muttervater: Bernstein; bis Sommer 2014 von Caroline Müller geritten[21]
- Balermo (* 2004), Oldenburger Springpferd Fuchswallach, Vater: Baloubet du Rouet, Muttervater: Silvio I, zuletzt im Februar 2021 von Stephanie Valdes im internationalen Sport eingesetzt
- Blockbuster (* 2011), Westfale brauner Hengst, Vater: Balous Bellini, Muttervater: Cornet Obolensky, zuletzt im Juli 2023 von Karina Frederiks im internationalen Sport eingesetzt
- Casallvano (* 2009), brauner Holsteiner Wallach, Vater: Casall Ask, Muttervater: Silvano, von Juni 2020 bis Oktober 2021 von Daniel Deußer geritten und seit Februar 2022 von Eva Fisherman geritten
- SIEC Carsten (* 2005), brauner Holsteiner Hengst, Vater: Cassini I, Muttervater: Quinar, zuletzt im Dezember 2018 von Jamie Gornall im internationalen Sport eingesetzt
- Cabo Verde (* 2014), Hannoveraner Fuchshengst, Vater: Christian 25, Muttervater: Graf Top, seit Juni 2024 von Alexander Kumps geritten
- Chaccorina (* 2006), Westfale braune Stute, Vater: Chacco-Blue, Muttervater: Larenco, zuletzt im Februar 2022 von Gustav Christian Jacobsen im internationalen Sport eingesetzt
- Chades of Blue (* 2008), Oldenburger Springpferd dunkelbraune Stute, Vater: Chacco-Blue, Muttervater: Diamant de Semilly, zuletzt im Juli 2022 von Joaquin Albisu im internationalen Sport eingesetzt
- Cornet´s Spirit (* 2010), Holsteiner Schimmelhengst, Vater: Cornet Obolensky, Muttervater: Con Air, seit Juni 2020 von Egor Shchibrik geritten
- Donna I (* 2011), braune Holsteiner Stute, Vater: Catoki, Muttervater: Corrado I, seit Dezember 2023 von Maggie Kehring geritten
- Inliner (* 2007), brauner Hannoveraner Hengst, Vater: Iberio, Muttervater: Sao Paulo, zuletzt im April 2023 von Christina Henriksen im internationalen Sport eingesetzt
- Kaborough (* 2015), KWPN-Schimmelwallach, Vater: Durango VDL, Muttervater: Nairobi, seit März 2024 von Eliza Kimball geritten
- Lastrup 4 (* 2013), Oldenburger Springpferd Schimmelstute, Vater: Lord Pezi, Muttervater: Come On, seit August 2022 von Christina Henriksen geritten
- Policeman 2 (* 2012), Hannoveraner Fuchshengst, Vater: Perigueux, Muttervater: Acord II, von Oktober 2020 bis Januar 2024 von Omer Karaevli und seit Oktober 2024 von Yenthe Schrijvers geritten
- Skip Intro (* 2015), Hannoveraner Fuchshengst, Vater: Stolzenberg, Muttervater: Carrico, seit Mai 2024 von Gilles Thomas geritten
- Perigueux (* 2002), Hannoveraner Fuchshengst, Vater: Perpignon, Muttervater: Stakkato, zuletzt im Mai 2018 im Sport eingesetzt

## Erfolge

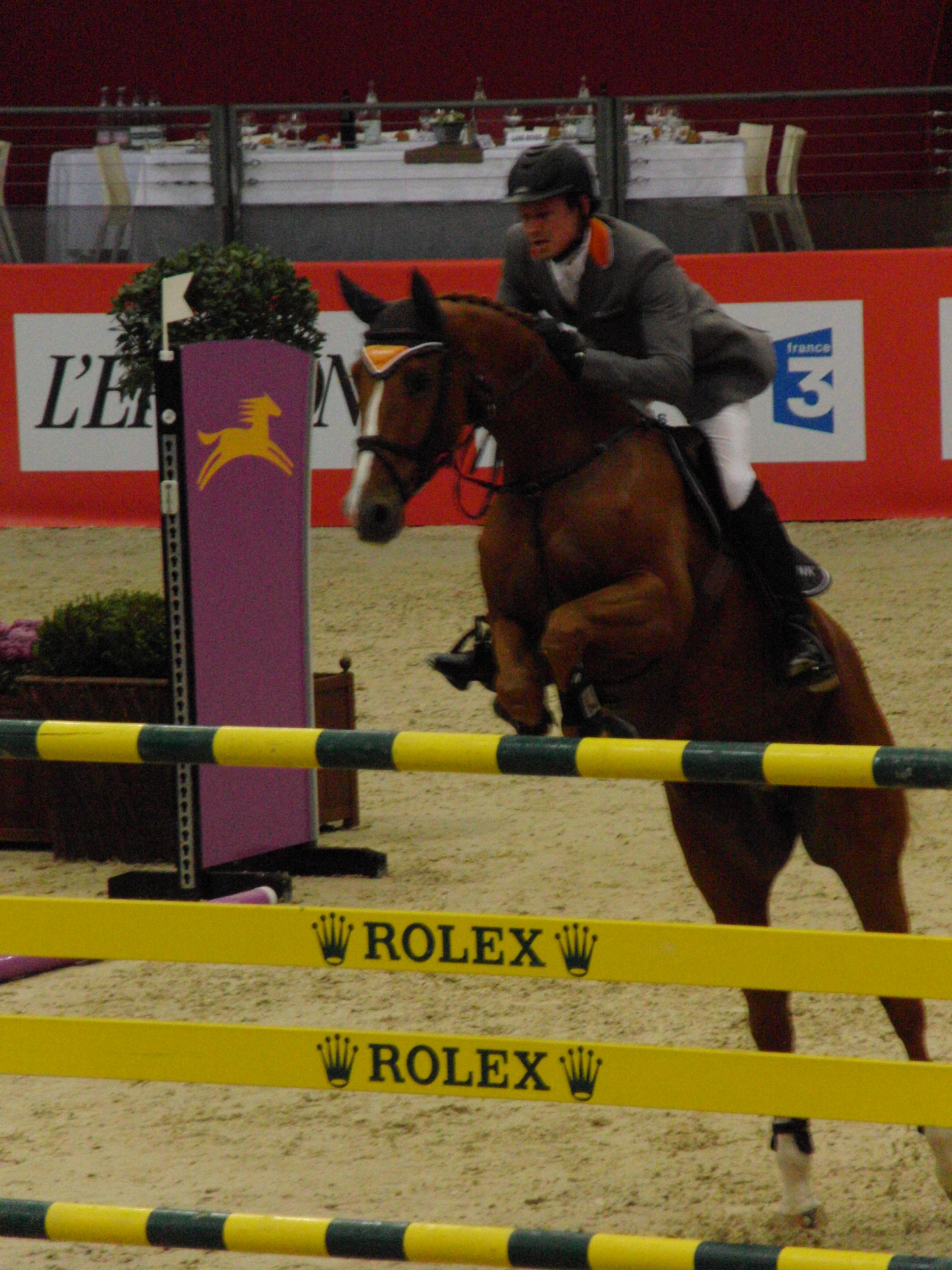
Marco Kutscher mit Allerdings, CSI5*-W Lyon 2010

### Championate und Turnierserien
- Olympische Spiele
  - Bronze Mannschaft: 2004 (Montender)
  - Bronze Einzel: 2004 (Montender)

- Europameisterschaften
  - 2005, San Patrignano: Gold Mannschaft (Montender) und Gold Einzelwertung (Montender)
  - 2011, Madrid Gold Mannschaft (Cornet Obolensky) und 11. Platz Einzelwertung (Cornet Obolensky)

- Deutsche Meisterschaften
  - Gold: 2003 (Montender)
  - Silber: 2005 (Montender)
  - Bronze: 2008 (Cornet Obolensky)

- Deutsches Championat der Berufsreiter
  - 3. Platz: 2002 (Montender)

- Deutsche Meisterschaften Junge Reiter
  - 4. Platz: 1994.

- Weltcupfinale
  - 4. Platz: 2011 (Cash)
  - 5. Platz: 2004 (Montender)
  - 8. Platz: 2005 (Cash), 2007 (Cash)

- Global Champions Tour
  - 2. Platz in der Gesamtwertung 2010

### Weitere Erfolge (in Auswahl, ab Ende 2005)
- 2005: 3. Platz im Großen Preis von La Coruña (CSI 5*) mit Montender
- 2006:
  - Große Preise: 3. Platz in Geesteren (CSI 4*) mit Montender, 2. Platz in Balve (CSI 3*) mit Cash
  - Weltcupspringen: 3. Platz in Leipzig (CSI 4*-W) mit Cash
  - Nationenpreise: 1. Platz in La Baule (CSIO 5*) mit Montender, 1. Platz in Luzern (CSIO 5*) mit Montender, 1. Platz in Barcelona (CSIO 5*) mit Montender
- 2007:
  - Große Preise: 1. Platz in Vigo (CSI-W) mit Cash, 3. Platz in ’s-Hertogenbosch (CSI 4*-W) mit Controe, 2. Platz in La Baule (CSIO 5*) mit Cash, 2. Platz in Sao Paulo (CSI 5*, GCT-Wertungsprüfung) mit Cash
  - Weltcupspringen: 3. Platz in Leipzig (CSI 4*-W) mit Controe, 2. Platz in Verona (CSI 4*-W) mit Cornet Obolensky
  - Nationenpreise: 2. Platz in St. Gallen (CSIO 5*) mit Cash, 1. Platz in Barcelona (CSIO 5*) mit Cornet Obolensky
- 2008:
  - Große Preise: 1. Platz in Cervia (CSI 3*) mit Cornet Obolensky, 2. Platz in Rotterdam (CSIO 5*) mit Cornet Obolensky, 2. Platz in Estoril (CSI 5*, GCT-Wertungsprüfung) mit Cash, 2. Platz in Brüssel (CSI 5*) mit Cash
  - Nationenpreise: 3. Platz in Rom (CSIO 5*) mit Cornet Obolensky, 2. Platz in St. Gallen (CSIO 5*) mit Montender, 1. Platz in Rotterdam (CSIO 5*) mit Cornet Obolensky, 1. Platz in Aachen (CSIO 5*) mit Montender, 1. Platz in Barcelona (CSIO 5*) mit Cornet Obolensky
- 2009:
  - Große Preise: 1. Platz in Bordeaux (CSI 5*-W) mit Cash, 1. Platz in Arezzo (CSI 5*, GCT-Wertungsprüfung) mit Cash, 3. Platz in Rio de Janeiro (CSI 5*, GCT-Wertungsprüfung) mit Cornet Obolensky, 2. Platz in Paderborn (CSI 4*) mit Cash, 3. Platz in Frankfurt/Main (CSI 4*) mit Cornet Obolensky
  - Weltcupspringen: 2. Platz in Bordeaux (CSI 5*-W) mit Cornet Obolensky, 1. Platz in Vigo (CSI 5*-W) mit Cash
  - Nationenpreise: 3. Platz in La Baule (CSIO 5*) mit Montender
- 2010:
  - Große Preise: 1. Platz in La Mandria/Turin (CSI 5*, GCT-Wertungsprüfung) mit Cash, 2. Platz in Estoril (CSI 5*, GCT-Wertungsprüfung) mit Cash, 1. Platz in Hachenburg (CSI 3*) mit Frodo, 1. Platz in Oslo (CSI 5*-W) mit Cash, 1. Platz in Paris-Villepinte (CSI 5*) mit Cash
  - Weltcupspringen: 2. Platz in Göteborg (CSI 5*-W) mit Cash
  - Nationenpreise: 2. Platz in St. Gallen (CSIO 5*) mit Cash
- 2011:
  - Große Preise: 1. Platz in Braunschweig (CSI 4*) mit Allerdings, 1. Platz in Peking/Nationalstadion (CSI 2*) mit einem Leihpferd, 2. Platz in Paderborn (CSI 3*, Riders Tour) mit Satisfaction FRH
  - Nationenpreise: 1. Platz in Falsterbo (CSIO 5*) mit Cash, 1. Platz in Rotterdam (CSIO 5*) mit Cornet Obolensky
- 2012:
  - Große Preise: 2. Platz in Doha (CSI 5* GCT) mit Cornet Obolensky, 2. Platz in Verden (CSI 2*) mit Cornet's Cristallo, 1. Platz in Oslo (CSI 5*-W) mit Spartacus
  - Weltcupspringen: 1. Platz in Zürich (CSI 5*-W) mit Cornet Obolensky, 1. Platz in Göteborg (CSI 5*-W) mit  Satisfaction FRH
  - Nationenpreise: 1. Platz in Rom (CSIO 5*) mit Cornet Obolensky, 1. Platz in Rotterdam (CSIO 5*) mit Cornet Obolensky, 2. Platz in Aachen (CSIO 5*) mit Cornet Obolensky, 3. Platz in Hickstead (CSIO 5*) mit Cornet Obolensky
  - weitere Prüfungen: 1. Platz in der Nations Challenge beim CSI 5* Rio de Janeiro mit Cornet's Cristallo (Mannschaft mit Ludger Beerbaum mit Chaman)
- 2013: 1. Platz im Großen Preis von Neumünster (CSI 3*) mit Cornet's Cristallo, 2. Platz im Großen Preis von Helsinki (CSI 5*-W) mit Cornet's Cristallo
- 2014:
  - Große Preise: 2. Platz in ’s-Hertogenbosch (CSI 5*) mit Cornet’s Cristallo, 2. Platz in Hagen a.T.W. (CSI 4*) mit Liberty Son
  - Weltcupspringen: 2. Platz in Oslo (CSI 5*-W) mit Cornet's Cristallo, 1. Platz in London (CSI 5*-W) mit Cornet's Cristallo
  - Nationenpreise: 3. Platz in Rom (CSIO 5*) mit Liberty Son, 2. Platz in Hickstead (CSIO 5*) mit Liberty Son
- 2015:
  - Große Preise: 1. Platz in Saint Tropez (CSI 5*) mit Cornet's Cristallo, 3. Platz in Pforzheim (CSI 3*) mit Cornet's Cristallo, 1. Platz in Valkenswaard (CSI 5*) mit Van Gogh, 1. Platz in Los Angeles (CSI 5*) mit Van Gogh
  - Weltcupspringen: 3. Platz in Göteborg (CSI 5*-W) mit Liberty Son
- 2016: 1. Platz im Großen Preis von Hongkong (CSI 5*) mit Van Gogh, 2. Platz im Großen Preis von Shanghai (CSI 5*) mit Van Gogh, 2. Platz im Großen Preis von Isernhagen (Klasse S***) mit Carsten, Platz 12 beim Weltcup-Finale in Göteborg
- 2017: 5. Platz im Weltcupspringen von Zürich (CSI 5*-W) mit Clenur, 3. Platz im Großen Preis von Neumünster (CSI 3*) mit Quadros, 1. Platz bei der Global Champions League von Madrid mit Clenur (CSI 5*/zusammen mit Ludger Beerbaum), 3. Platz im Nationenpreis von St. Gallen (CSIO 5*) mit Clenur, 4. Platz bei der Deutschen Meisterschaft in Balve mit Chaccorina, 3. Platz im Nationenpreis von Calgary (CSIO 5*) mit Clenur, 2. Platz im Großen Preis von Sachsen (Chemnitz, Klasse S***) mit Charco
- 2018: 5. Platz im Großen Preis von Oldenburg (CSI 3*) mit Charco
- 2019: 2. Platz im Großen Preis von Neustadt/Dosse (CSI 2*) mit Charco, 1. Platz im Großen Preis von Herning (CSI 3*) mit Charco, 1. Platz im Großen Preis von Werne-Lenklar (Klasse S****) mit Casallvano, 3. Platz bei der Weltmeisterschaft der 7-jährigen Springpferde in Lanaken-Zangersheide mit Policeman, 2. Platz im Großen Preis eines CSI 2* in Šamorín mit Charco
- 2020: 2. Platz im Großen Preis von Neumünster (CSI 3*) mit Charco, 2. Platz im Großen Preis der 1. Woche des Riesenbecker Jumping Jam (CSI 2*) mit Charco, 2. Platz im Finale der 5-jährigen Springpferde beim Bundeschampionat in Warendorf mit Cashmere[22]
- 2021: 2. Platz im Championat von Balve (CSI 2*) mit Charco

(Stand: 6. Juni 2021)